# Grósz Frigyes
Grósz Frigyes (Nagyvárad, 1798. november 16. – Nagyvárad, 1858. január 3.) orvos, író.

## Életpályája
1816-ban a pesti tudományegyetem hallgatója lett. 1819-ben a filozófia doktorává avatták. Bécsben orvosi tanulmányokat folytatott. 1825-ben orvos- és sebészdoktorrá avatták. 1825–1829 között Morvaországban, Teltschben dolgozott; kórházat létesített itt. 1829-ben a nagyváradi zsidókórház orvosa lett. 1830-ban szemkórházat alapított Nagyváradon szegény vakok számára, ahol ingyenesen kezelte a betegeket. Mint írták méltatói, a szemészeti kórház Nagyváradolasziban volt, az úgynevezett Újsoron, a római katolikus püspöki épület szomszédságában, a város legszebb s legegészségesebb részében. Angolkertje és sétányai az újra látók kedvéért gondozottak voltak, az intézet 18 szobájából, 15 a szembetegek, egy az orvos, egy földig érő ablakokkal s erkéllyel ellátott tágas terem pedig a műtétekre szolgált, végül egy helyiség állt a felügyelő s ápolónő rendelkezésére. Az 1836-os tűzvészkor és az 1846-os árvízkor végzett munkájáért elismerő oklevelet kapott.  Az 1846-os kassai vándor gyűlésen indítványozta szemészeti osztályok felállítását.

## Családja
Apja, Grósz Mózes (?-1817); fia, Grósz Albert (1819–1901); unokája, Grósz Emil (1865–1941) szemész; dédunokája, Grósz István (1909–1985) szemész volt.

## Művei
- Die Augenkrankheiten der grossen Ebenen Ungarns (Nagyvárad, 1857)

## Díjai
- Ferenc József-rend (1856)[5]

## Emlékezete
A Nagyváradi Római Katolikus Püspökség, a Nagyváradi Premontrei Öregdiákok és a Segítő Jobb Alapítvány támogatásával az első nagyváradi szemészeti kórház alapítójának, Dr. Grósz Frigyesnek 2010. november 12-én emléktáblát állítottak a Nagyváradi Medsystem Szemklinika épületén. Archiválva 2020. július 18-i dátummal a Wayback Machine-ben